# Čeljustouste
Čeljustouste (Gnathostomata) su infrakoljeno unutar potkoljena kralježnjaka (Vertebrata).
Kod njih su se prvi i drugi Arcus brachiales razvili u čeljust. 

## Sistematika
Klasična sistematika dijeli čeljustouste u dva dijela, ribe (Pisces) i kopnene kralježnjake (Tetrapoda). Kako su se kralježnjaci razvili od riba, danas ih se ne prihvaća kao prirodnu zatvorenu skupinu.
Točne odnose razvoja unutar čeljustoustih prikazuje sljedeći kladogram:  
```
Čeljustousti (Gnathostomata)
|--† 
Placodermi

|--N. N.
   |--
hrskavičnjače
 (Chondrichthyes)
   |--
Teleostomi

      |--† 
Acanthodii

      |--
koštunjače
 (Osteichthyes) (uključujući kopnene kralježnjake)
         |--
Zrakoperke
 (Actinopterygii)
         |--
Sarcopterygii
 (uključujući kopnene kralježnjaka)
            |--
Coelacanthimorpha

            |--
Choanata

               |--
dvodihalice
 (Dipnoi)
               |--
kopneni kralježnjaci
 (Tetrapoda)
```

## Vanjske poveznice
|  | Zajednički poslužitelj ima još gradiva o temi Gnathostomata  |
|  | Wikivrste imaju podatke o taksonu Gnathostomata (Vertebrata) |